# Malá Čierna
Malá Čierna – wieś (obec) na Słowacji położona w kraju żylińskim, w okręgu Żylina. Pierwsze wzmianki o miejscowości pochodzą z roku 1471. Została zasiedlona przez polskich osadników z Małopolski.
Według danych z dnia 31 grudnia 2010, wieś zamieszkiwało 348 osób, w tym 181 kobiet i 167 mężczyzn.
W 2001 roku rozkład populacji względem narodowości i przynależności etnicznej wyglądał następująco:
- Słowacy – 99,08%
- Czesi – 0,61%